# Едуардо де Буруага
Едуардо Саенс де Буруага и Поланко (на испански: Eduardo Sáenz de Buruaga y Polanco) е виден испански офицер от Африканската армия и носител на военния медал на Испания заедно с множество други отличия. По време на Гражданската война в Испания полковник Буруага подкрепя генерал Франсиско Франко и ръководи войски от националистическата армия в ключовите битки на пътя Коруня, Харама и Теруел.

## Биография
През 1910 г. Буруага се записва в пехотната академия на Толедо (Academia de Infantería de Toledo) и учи при полковник Хосе Вилалба Рикелме. Издигайки се в подкрепа на Франко на 17 юли 1936 г., войските на Буруага и полковник Асенсио превземат Тетуан в Испанско Мароко и арестуват испанския върховен комисар. Франко го повишава в генерал по време на битката при Ебро. След войната служи като генерал капитан на Севиля и Балеарските острови и губернатор на Мадрид.
Буруага е отговорен за безмилостните кланета на лоялисти в началото на Испанската гражданска война, включително клането в Баена, където около 700 лоялисти са убити по негова заповед. Други оценки споменават до 2 000 жертви.

## Литеаратура
- Hugh Thomas. The Spanish Civil War.   Modern Library, 2001. ISBN 0-375-75515-2.

|  | Тази страница частично или изцяло представлява превод на страницата Eduardo Sáenz de Buruaga в Уикипедия на английски. Оригиналният текст, както и този превод, са защитени от Лиценза „Криейтив Комънс – Признание – Споделяне на споделеното“, а за съдържание, създадено преди юни 2009 година – от Лиценза за свободна документация на ГНУ. Прегледайте историята на редакциите на оригиналната страница, както и на преводната страница, за да видите списъка на съавторите. ВАЖНО: Този шаблон се отнася единствено до авторските права върху съдържанието на статията. Добавянето му не отменя изискването да се посочват конкретни източници на твърденията, които да бъдат благонадеждни. |